# 元太外匯
元太外匯經紀股份有限公司，簡稱元太外匯，為臺灣的一間外匯市場交易公司，係中華民國中央銀行所許可的兩間外匯經紀商之一（另一間為臺北外匯），從事外匯交易的仲介業務，成立於1998年，總部位於臺北市民生東路上。